# Opunim
Opunim – rodzaj pseudonimu o charakterze omownym, w którym autor utworu nie podaje wprost swojego imienia i nazwiska, określając się jedynie jako twórca innego własnego dzieła, np. Promethidion... przez autora Pieśni społecznej czterech stron (Cyprian Kamil Norwid) albo Rozbiory dzieł obejmujących albo dzieje albo rzeczy polskie przez autora Dziejów polskich (Joachim Lelewel)